# Louis Vanden Berghe
Louis Vanden Berghe, né le 24 décembre 1923 à Oostnieuwkerke et décédé le 17 septembre 1993, est un archéologue, historien de l’art et iranologue belge.

## Cursus universitaire
Après avoir étudié l’archéologie proche-orientale et l’histoire de l’art à l’université de Gand, il apprend les langues orientales aux universités de Bruxelles, d'Amsterdam et de Leyde. Il passe son doctorat en 1950, consacrant sa thèse aux poteries peintes préhistoriques, et est nommé assistant à l'université de Gand. Il y organise alors l’enseignement de l’archéologie iranienne, et structure cette discipline scientifique en publiant Archéologie de l'Iran ancien en 1959. Par la suite, il fonde la revue spécialisée Iranica Antiqua avec Roman Ghirshman, et devient titulaire d'une chaire d'enseignement à Gand en 1965, où il dirige le séminaire d'archéologie du Proche-Orient ancien.

## Travaux archéologiques
Au cours des années 1965 à 1979, Vanden Berghe mène de longues fouilles à Pusht-e Kuh, au Lorestan. Il y étudie les sociétés antiques ayant produit les bronzes de cette région, mettant au jour leurs vestiges, comme la nécropole de Bani Surmah. Ses travaux s'étendent également aux provinces du Kurdistan, de Kermanshah et de Fars, où il étudie les reliefs rupestres avec Ernie Haerinck. Ces travaux conduisent à la découverte de cinq sites : Hung-e Nowruzi, Kuh-e Taraz, Kuh-e Tina, Shikaft-e Gulgul, et relief d’Anahita à Darab. Les découvertes de la nécropole de Buzpar, en Fars, ainsi que celles de routes antiques dans la région de Firouzabad sont également à porter à son crédit. Les résultats de ses travaux le conduisent à organiser de nombreuses expositions consacrées à l’art antique proche-oriental dans plusieurs pays, et sa carrière lui vaut le titre de docteur honoris causa de l’université de Téhéran.

## Principaux ouvrages
- Fondateur de la revue Iranica Antiqua.
- (fr) Bibliographie analytique de l'archéologie de l'Iran ancien. Ed Brill, 1979.
- (fr) Reliefs rupestres de l’Iran Ancien. Ed Musées Royaux d'Art et d'Histoire, Bruxelles, 1984.
- (en) On the track of the civilizations of ancient Iran: A Belgian contribution to knowledge of the Iranian historical heritage. Ed Ministry of Foreign Affairs and External Trade, London, 1968.
- (fr) Splendeur des Sassanides, l'empire perse entre Rome et la Chine (224-642).  Ed Musées royaux d'art et d'Histoire, Bruxelles, 1993.

## Sources
- (en) Professor Dr. Louis Vanden Berghe, éloge posthume de la Society of Antiquaries of London (accédé le 06/02/2008).
- (fr) Reliefs rupestres de l’Iran Ancien. Ed Musées Royaux d'Art et d'Histoire, Bruxelles, 1984.